# William Jolitz
William Frederick (Bill) Jolitz (né le 22 février 1957 à Muskegon Michigan et mort le 2 mars 2022, est un informaticien américain. Il est connu pour avoir développé le système d'exploitation 386BSD de 1989 à 1994 avec sa femme Lynne Jolitz.
Il a reçu un Baccalauréat en arts en Informatique de Berkeley.